# Oar
Oar là một chi bướm đêm thuộc họ Geometridae.

## Các loài
- Oar ectypata
- Oar lactea
- Oar megearia
- Oar mortuaria
- Oar nigrescens
- Oar obscuraria
- Oar occidens
- Oar oppressa
- Oar pallens
- Oar pratana
- Oar pratanaria
- Oar reaumuraria